# 向野存麿
向野 存麿（むかいの ありまろ、2001年9月21日 - ）は、日本の男性声優。北海道札幌市出身。

## 略歴
役者を志し、札幌放送芸術&ミュージック・ダンス専門学校に通い、演技を学んだ後に上京した。その後、2021年に『ゲッターロボ アーク』のカムイ・ショウ役で声優デビュー。
2024年3月31日をもって所属していたプロダクション・エースを退所したことを自身のSNSで報告。

## 人物
可愛らしい見た目に反した低音ボイスが特徴である。
特技としてスキンケア、ヘアスタイリング、声真似を挙げている。趣味として絵描き、ゲーム、フィギュア収集をそれぞれ挙げている。
自身が出演する『ゲッターロボ アーク』については、原作コミックをすぐに読んだ時に世界観にのめり込んで行ったという。また、同作で演じるカムイ・ショウが自身と同い年であることに驚いたと語っている。

## 出演
太字はメインキャラクター。

### テレビアニメ
- ゲッターロボ アーク（2021年、カムイ・ショウ[9]）
- TSUKIPRO THE ANIMATION 2（2021年、警備員）
- ちいかわ（2022年、鎧さんたち）
- 湖池屋SDGs劇場 サスとテナ（2022年）
- グレンダイザーU（2024年、リヤド市民A）

### ゲーム
- スーパーロボット大戦DD（2021年 - 2022年、カムイ・ショウ）
- The Lord of the Parties（2022年、ジーク）
- グランドサマナーズ（2022年、炎鬼キリサメ[10]）
- スーパーロボット大戦Y（2025年、カムイ・ショウ）

### 朗読劇
- 朗読劇『虫かぶり姫』（2023年2月5日、ところざわサクラタウン ジャパンパビリオンホールA）アンサンブル
- ‐音読Stage- Story of Songs Track1 ORANGE RANGE（2023年2月8日 - 2月12日、ヒューリックホール東京）

### その他コンテンツ
- 音楽コンテンツ『BAD TOWN REVERSAL』（2022年、両角省吾[11]）